# Beschaufelung

Dreiecke jeweils am Laufradeintritt dargestellt

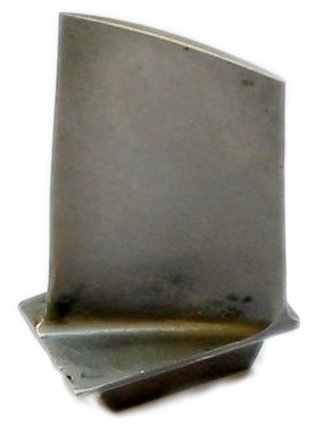
Turbinenschaufel einer Dampfturbine

Die Beschaufelung nennt man die Gesamtheit der Schaufeln eines Verdichters und einer Turbine. Unterschieden wird dabei zwischen Lauf- und Leitschaufeln. 
Die Leitschaufeln sind fest im Gehäuse des Verdichters bzw. der Turbine eingebaut und leiten das Arbeitsmittel im optimalen Winkel auf die Laufschaufeln, die sich auf drehbaren Wellen befinden. Über die Laufschaufeln findet die Kopplung der mechanisch nutzbaren Leistung zwischen Maschine und Fluid statt. (Im Allgemeinen treiben Turbinen eine angeschlossene Arbeitsmaschine an, oft einen Generator, eine Luftschraube oder einen Fan; ein Verdichter wird im Allgemeinen von einem Motor angetrieben.)

## Triebwerksstufe
Einen Kranz von Laufschaufeln mit dem zugehörigen Kranz von Leitschaufeln nennt man eine Stufe. Die Beschaufelung von Turbine oder Verdichter kann mehrstufig sein.
Bei der Angabe der Stufenanzahl eines Verdichters oder einer Turbine ist die Anzahl der Laufschaufelkränze maßgebend: Also hat ein fünfstufiger Verdichter fünf Laufschaufelkränze. Die Leitschaufelkränze werden zugeordnet:
- bei Verdichtern meist dem vorausgehenden Laufschaufelkranz
- bei Turbinen meist dem nachfolgenden Laufschaufelkranz.

## Strömungsmechanik
In den Leitschaufeln wird die je Stufe umgesetzte Enthalpie entweder ganz oder zum Teil in Strömungsenergie umgesetzt. In den Laufrädern wird die Strömungsenergie durch die Umlenkung in eine Umfangskraft umgewandelt.
Grundsätzlich sind für den Abbau einer Enthalpiedifferenz in einer Turbine weniger Stufen erforderlich als für den Aufbau derselben Differenz in einem Verdichter. Dies hängt damit zusammen, dass die beschleunigte Strömung einer Turbine viel weniger von einem Strömungsabriss gefährdet ist als bei der verzögerten Strömung in einem Verdichter.  
Das Verhältnis der in den Laufschaufeln einer Turbinenstufe in Strömungsenergie umgesetzten Enthalpie zum gesamten Enthalpiegefälle einer Turbinenstufe wird als Reaktionsgrad bezeichnet. Üblicherweise wird realisiert:
- bei Überdruckturbinen ein Reaktionsgrad von 0,5
- bei Gleichdruckturbinen ein Reaktionsgrad von 0; hier wird das gesamte Enthalpiegefälle der Stufe in den Leitschaufeln in Strömungsenergie umgesetzt, der Druck in den Laufschaufeln bleibt konstant.

## Belastungen
Vor allem bei Turbinen sind die Laufschaufeln besonderen Belastungen ausgesetzt. Kritisch ist besonders eine hohe Betriebstemperatur in Kombination mit den Zugspannungen in Radialrichtung. Diese Belastungen bewirken auf Dauer das Kriechen der Schaufeln. Dabei werden die Schaufeln im Laufe ihres Lebens immer länger, was im ungünstigsten Fall dazu führen kann, dass die Schaufel das Außengehäuse der Stufe berührt, wodurch die Stufe blockiert.
Aus Gründen der Aerodynamik sowie für einen hohen Wirkungsgrad ist jedoch meist ein möglichst geringer Spalt zwischen Schaufel und Gehäuse erwünscht. Beispielsweise können an der Oberkante einer Schaufel wenige Millimeter Weichmetall angebracht werden, das sich bei den ersten Läufen bei Gehäusekontakt „abschleift“ und so zu einer optimalen Passform führt; möglich sind aber z. B. auch eine Bürstendichtung oder eine Labyrinthdichtung.
Kritisch sind ferner Vibrationen: Das Schaufelblatt gerät ins „Flattern“. Dies kann zu Materialermüdung führen.
Hohe Betriebstemperaturen wirken sich positiv auf den Carnot-Wirkungsgrad aus.

## Werkstoffe
In Gasturbinen machen die hohen Belastungen höchstbelastbare Werkstoffe erforderlich. Die Werkstoffe der Laufschaufeln begrenzen den Wirkungsgrad der Turbine, da sie nur eine begrenzte Betriebstemperatur erlauben. Turbinenschaufeln von Gasturbinen werden aus Nickel-Superlegierung, Wolfram-Molybdän-Legierungen oder Titan-Legierungen gefertigt.
Häufig haben Turbinenschaufeln (Leit- und  Laufschaufeln) Kühlluftkanäle, die beispielsweise eine dünne Schicht Kühlluft über der Schaufeloberfläche erzeugen können. Das reduziert die effektive Oberflächentemperatur und entkoppelt sie etwas von der eigentlichen Heißgastemperatur nach der Brennkammer der Gasturbine.
Vor hohen Temperaturen sowie vor Erosion wie z. B. Lochfraß, auch bekannt unter pitting corrosion, werden die Schaufeln durch Beschichtungen geschützt. Die Beschichtung zur Hitzeabschirmung wird Thermal Barrier Coating bzw. kurz TBC genannt.